# Keine Zeit für Liebe
Keine Zeit für Liebe (Originaltitel: No Time for Love) ist ein US-amerikanischer Spielfilm aus dem Jahr 1943. Unter der Regie von Mitchell Leisen spielten Claudette Colbert und Fred MacMurray die Hauptrollen in dieser Filmromanze. Der Film beruht auf einer Geschichte von Robert Lees und Frederic I. Rinaldo.

## Handlung
Die New Yorker Fotografin Katherine Grant, genannt Kate, hat mal wieder eine Auseinandersetzung mit dem Chefredakteur des Mirror Magazins, der ihre Bilder für zu künstlerisch ambitioniert hält. Katherines Freund Henry Fulton, der ebenfalls in der Redaktion des Mirror Magazins arbeitet, lässt das ziemlich kalt, da Kate ständig irgendwelche Auseinandersetzungen provoziert. Ihr neuer Auftrag, der wohl eine Art Strafe sein soll, besteht darin, Aufnahmen von einem Projekt in einem Tunnel unter dem East River zu schießen. Hier sind Arbeiter damit beschäftigt, einen neuen Bohrer auszuprobieren, der ihnen die Arbeit mit den Schlammmassen, die sie bewältigen müssen, erleichtern soll. Mit Helm und Gummistiefeln ausgerüstet, begibt sich die junge Frau in die Tiefe des Tunnels. Da die Männer unter der Erde fest davon überzeugt sind, dass eine Frau im Tunnel Unglück bedeutet, begegnen sie Kate anfangs etwas unwirsch.
Kate will, dass Jim Ryan, ein selbstbewusster, kräftiger Mann, ihr Modell steht, wobei es zu einem gefährlichen Zwischenfall kommt. Jim stürzt von einem Gerüst vor eine Maschine, die ihn fast zerquetscht. Geistesgegenwärtig zieht Kate den Mann jedoch gerade noch rechtzeitig aus der Gefahrenzone. Später wird Ryan von seinen Kameraden gehänselt, dass eine Frau ihm das Leben gerettet habe, was in einer Prügelei endet. Kate weiß nicht so recht, was sie von dem Mann, der eine seltsame Anziehungskraft auf sie ausübt, halten soll. Er spricht mit ihr in einer Art, wie bisher noch niemand mit ihr gesprochen hat. Ohne dass Kate es verhindern kann, schleicht sich Ryan sogar in ihre Träume, in denen er ihr Superheld ist und sie aus unangenehmen Lagen befreit.
Da im Mirror Magazin auch Bilder von Ryan veröffentlicht werden, die ihn während der Schlägerei im Tunnel zeigen, wird er von seiner Firma entlassen. Ryan fällt es erst schwer, zu glauben, dass nicht Kate dafür verantwortlich ist, sondern ihr Freund Henry, der die Bilder heimlich entwendet hatte. Kate bietet Jim als Ausgleich eine Stelle als ihr Assistent an und hofft, dass er sich so präsentiert, dass sie ihn nicht mehr attraktiv findet. Ryan jedoch zeigt sich den neuen Situationen, vor die sie ihn stellt, mehr als gewachsen. Da Kates Schwester Holly eine Verbindung zwischen Ryan und ihrer Schwester nicht will, manipuliert sie Ryan, der sich daraufhin von Kate zurückzieht und eine Beziehung mit der Balletttänzerin Darlene eingeht.
Als Ryan davon erfährt, dass das Tunnel-Projekt gefährdet ist, will der ausgebildete Ingenieur helfen und entwickelt eine Maschine, die den Schlammfluss durch Gefrieren eindämmen soll. Als man Ryan die Chance gibt, seine Maschine vorzuführen, ist auch Kate, zusammen mit anderen Reportern im Tunnel, um zu berichten. Die Presseleute sind angehalten worden, einen ausreichenden Sicherheitsabstand zu der Maschine einzuhalten. Kate jedoch hält sich nicht daran und schleicht tiefer in den Tunnel hinein. Während die junge Reporterin ihre Fotos schießt, die Ryans Maschine bei der Bekämpfung des Schlamms zeigen, führt ein Bruch in der Tunnelwand zu einer Schlammlawine, die Kate samt Kamera unter sich begräbt. Die Tunnelarbeiter, die Ryans Maschine aufgeben müssen, retten Kate und bergen wenig später auch die Kamera. Die Fotos beweisen, dass Ryans Erfindung tatsächlich funktioniert, und Ryan wird wieder eingestellt und mit der Leitung des Projekts betraut. Da Ryan danach jedoch nur noch mit seiner Arbeit beschäftigt ist, beschließt Kate, ihren Freund Henry Fulton zu heiraten. Von Roger, einem befreundeten Komponisten, erfährt Ryan, dass Kate ihn immer noch liebt. Darlene, die Ryan für sich haben will, stört Kates Verlobungsfeier und bedeutet der Rivalin, dass sie ihre Finger von ihrem Freund lassen solle. Es kommt sogar zu Handgreiflichkeiten zwischen beiden. Als Ryan hinzukommt, bittet er Kate, dass sie sich zwischen ihm und Henry Fulton entscheiden möge. Sie wählt Ryan, der glücklich nun wieder Zeit für die Liebe findet.

## Produktion und Hintergrund
Der Film erlebte im Januar 1943 seine Uraufführung in New York in den USA. Die Erstaufführung in Deutschland erfolgte im Juni 1946. In Österreich wurde der Film ebenfalls im Jahr 1946 erstmals aufgeführt. Teilweise lief er auch unter dem Titel Keine Zeit für die Liebe. Die Dreharbeiten fanden in der Zeit vom 8. Juni bis 29. Juli 1942 in den Paramount Studios in Hollywood, Los Angeles, in den USA statt. Im Deutschen Fernsehen lief der Film am 17. Juni 1981 das erste Mal in der ARD.
Für die Kostüme in diesem Film trug die vielfach preisgekrönte Edith Head die Verantwortung. Für die Filmbauten waren Hans Dreier und Robert Usher unter der Mitwirkung von Sam Comer (Ausstatter) verantwortlich, die auch eine Oscarnominierung erhielten.
Keine Zeit für Liebe ist der vierte gemeinsame Film von Claudette Colbert und Fred MacMurray. Beide bildeten ein ausgezeichnetes Team in insgesamt sieben Filmen zwischen 1935 und 1948. Fred Mac Murray drehte neun Filme unter Mitchell Leisens Regie und Claudette Colbert vier. Leisen schrieb in seiner Biografie, dass dieser Film eine sehr erfreuliche Zusammenarbeit gewesen sei und dass „Fred und Claudette wunderbar zusammen harmoniert hätten.“
Katherine Grants Charakter in Keine Zeit für Liebe ist auf die US-amerikanische Fotoreporterin Margaret Bourke-White ausgelegt, die durch ihre spektakulären Aufnahmen von Industrieanlagen erstmals auf sich aufmerksam machte. Der im Film gezeigte Tunnel wurde von Paramount auf der größten Bühne des Studios gebaut. Er war 25 Meter lang und in den entscheidenden Szenen mit Schlamm gefüllt. Der Versuch, Material zu entwickeln, das echtem Schlamm ähnlich war, misslang, denn nichts sah so aus, dass man hätte glauben können, echten Schlamm vor sich zu haben. Letztendlich benutzte man Lehmziegel und Wasser, um eine schlammähnliche Konsistenz zu erzeugen.

### DVDs
Als Einzel-DVD gibt es den Film bisher nur in der englischen Originalfassung mit spanischen Untertiteln sowie in einer Mitchell Leisen Collection (6 Filme) ebenfalls nur in der englischen Originalfassung, untertitelt in Italienisch. Außerdem gibt es den Film auf dem amerikanischen Markt als DVD in der Claudette Colbert Collection.

## Kritik
„Die unbequeme, an berufliche Auseinandersetzungen gewöhnte Starfotografin eines New Yorker Magazins gerät bei der Ausführung eines Auftrags in private Konflikte. Sie verliebt sich in einen sich rüpelhaft gebenden Arbeiter einer Tunnelbau-Kolonne, der nach der Veröffentlichung der Fotos seine Stellung verliert. Daraufhin stellt sie ihn als ihren Assistenten ein, um sich, wie sie meint, von ihrer Verliebtheit zu heilen. Natürlich kommt alles anders als erwartet. Eine turbulente, weitgehend unterhaltsame Hollywoodkomödie, aufwendig im Dekor, gut gespielt.“

„Keine Zeit für Liebe, erwies sich als eine angenehme Abwechslung für das kriegsmüde Publikum.“

 Des Weiteren lobte Crowther den Film und die schauspielerischen Leistungen und meinte, natürlich könne man argumentieren, dass er „etwas zu frivol in diesen Tagen, in dieser Zeit“ sei. Man könne ihn aber auch „als erstklassiges Beispiel für belanglose der Ablenkung dienende Unterhaltung“ sehen.

## Auszeichnungen
Die Filmarchitekten Hans Dreier, Robert Usher und Sam Comer waren auf der Oscarverleihung 1945 in der Kategorie „Bestes Szenenbild in einem Schwarzweißfilm“ für einen Oscar nominiert. Dieser ging jedoch an die Kollegen Cedric Gibbons, William Ferrari, Edwin B. Willis und Paul Huldschinsky für ihre Leistung in dem Filmdrama Das Haus der Lady Alquist.